# Courbe duale

Courbes duales l'une de l'autre.

En mathématiques, et plus précisément en  géométrie projective, la  courbe duale d'une courbe plane donnée est une courbe associée à la première par  dualité. On peut la considérer de manière informelle comme l'ensemble des tangentes à la première courbe, ou plus précisément comme  une courbe du plan projectif dual décrivant la position de ces tangentes.
Si  C est algébrique, la courbe duale l'est aussi ; le degré de cette nouvelle courbe est appelé la classe de la courbe initiale.
Une construction explicite de la courbe duale peut se faire à l'aide de la transformation par polaires réciproques,  qui transforme chaque tangente à la courbe initiale en un point de la nouvelle courbe.

## La transformation par polaires réciproques

Construction de la courbe duale (ou polaire) de la parabole (c'est une ellipse passant par l'origine) ; la tangente en M_{0} a pour pôle le point M, point de contact avec l'ellipse de la polaire de M_{0}.

Soit  P un plan projectif, C une conique (non dégénérée) de ce plan, et A un point de P. On appelle polaire de A  par rapport à  C la droite joignant les points de contact des  tangentes à cette conique passant par A. Pour les calculs et les constructions qui vont suivre, on se place dans le cas où P est un plan euclidien réel R2 prolongé par la droite de l'infini, et on choisit comme conique le cercle unité x2 + y2 = 1, de centre O et de rayon 1. Dans ce cas, la polaire de A est la droite D orthogonale à OA et passant par l'inverse de A, c'est-à-dire par le point B de la  demi-droite OA tel que OA×OB = 1. Réciproquement, on dit que la droite D a pour pôle le point A. Enfin, on prolonge cette construction en prenant pour polaire de O la droite de l'infini, et pour pôle d'une droite passant par O le point à l'infini de la direction orthogonale à cette droite.
On peut alors définir très simplement la courbe duale d'une courbe régulière quelconque : c'est la réunion des pôles des tangentes à la courbe, ou, ce qui est équivalent, l'enveloppe des polaires des points de la courbe ;
l'inversion étant une transformation involutive, on vérifie aisément que le dual de la courbe duale n'est autre que la courbe initiale, d'où le nom de transformation par polaires réciproques donnée à cette transformation.
En coordonnées cartésiennes, le point (a,b)  a pour polaire la droite d'équation aX+bY=1, et la droite d'équation aX+bY+c=0 a pour pôle le point (-a/c, -b/c).

## Équations paramétriques
On déduit des formules précédentes la représentation paramétrique de la courbe duale : si la  courbe C est  définie paramétriquement par {\displaystyle t\mapsto (x(t),y(t))}, la courbe duale possède le système d'équations paramétriques
{\displaystyle X(t)={\frac {y'(t)}{y(t)x'(t)-x(t)y'(t)}}}
{\displaystyle Y(t)={\frac {-x'(t)}{y(t)x'(t)-x(t)y'(t)}}} ;
ou, en coordonnées projectives, pour une courbe donnée par {\displaystyle t\mapsto (x(t),y(t),z(t))}, la forme plus symétrique :
{\displaystyle X(t)={z(t)y'(t)-y(t)z'(t)}\,},
{\displaystyle Y(t)=x(t)z'(t)-z(t)x'(t)\,},
{\displaystyle Z(t)=y(t)x'(t)-x(t)y'(t)\,}.
Le dual d'un point d'inflexion est un point de rebroussement, et deux points ayant une tangente commune correspondent à  un point double de la courbe duale.
Les équations paramétriques précédentes se généralisent aux courbes algébriques rationnelles d'un plan projectif défini sur un corps quelconque, à condition d'utiliser la dérivée formelle.

## Degré de la courbe duale

### Courbes lisses
Si X est une courbe algébrique lisse de degré d, le dual de X est une courbe (non régulière en général) de degré d(d − 1).
Si d > 2, alors d−1 > 1 et d(d − 1) > d, et donc la courbe duale doit être singulière, sinon, le bidual aurait un degré plus grand que celui de la courbe initiale.
Si d = 2, le degré du dual est aussi  2 : le dual d'une conique est une   conique. 
Enfin, le dual d'une droite (une courbe de degré 1) est un point, dont le dual est la droite initiale. 

### Courbes singulières
Dans le cas général d'une courbe X de degré  d possédant des singularités, le degré de la courbe duale est
{\displaystyle d(d-1)-\delta }, où {\displaystyle \delta } est le nombre de singularités de X, comptées avec multiplicité (les points doubles ordinaires, par exemple, devant être compté avec multiplicité 2 ; pour plus de détails, voir la première formule de Plücker).

## Propriétés des courbes duales

Correspondances entre courbes duales

Les propriétés de la courbe initiale se reflètent sur la courbe duale. Ainsi, sur l'image de droite, la courbe rouge a trois singularités : un point double au centre, et deux points de rebroussements en bas à droite et à gauche. La courbe duale noire est régulière, mais possède quatre points remarquables : les deux points les plus hauts ont la même tangente  (horizontale), et la partie haute de la courbe présente deux points d'inflexion. La tangente double correspond au point double, et les points d'inflexion (où la variation de la pente de la tangente est non monotone) correspondent aux points de rebroussement. Pour une courbe régulière et convexe, on vérifie facilement que la courbe duale sera également régulière et convexe. Enfin, des singularités d'ordre supérieur seraient également en correspondance, ainsi un point triple correspondrait à une tangente triple de la courbe duale.

## Généralisations

### Dimensions supérieures
De même, étant donné une hypersurface H, l'espace tangent en chaque  point de H est un hyperplan, et, par  dualité, on peut donc lui faire correspondre un point de l'espace dual, et donc obtenir une hypersurface de cet espace, appelée hypersurface duale de H.

### Polygone dual
La construction de la courbe duale peut encore être appliquée  à un polygone : les sommets ont pour dual des droites, et les côtés (ou plus exactement les droites supports de ces côtés) ont pour dual des points situés aux intersections de ces droites ; on obtient donc ainsi  un nouveau polygone, appelé le polygone dual du premier.

### Transformation de Legendre
En  mécanique hamiltonienne, on est amené à considérer la transformation de Legendre, une transformation analytique des équations qu'on peut voir comme une généralisation des formules précédentes dans un contexte non géométrique.